# Сара Гардкасл
Сара Гардкасл  (англ. Sarah Hardcastle, 9 квітня 1969) — британська плавчиня, олімпійська медалістка.

## Виступи на Олімпіадах
| Олімпіада         | Дисципліна                            | Місце |
| ----------------- | ------------------------------------- | ----- |
| Лос-Анджелес 1984 | плавання на 400 метрів вільним стилем | 2     |
| Лос-Анджелес 1984 | плавання на 800 метрів вільним стилем | 3     |
| Лос-Анджелес 1984 | 400 метрів, комплексне плавання       | 9     |
| Атланта 1996      | плавання на 400 метрів вільним стилем | 9     |
| Атланта 1996      | плавання на 800 метрів вільним стилем | 8     |
| Атланта 1996      | 400 метрів, комплексне плавання       | 19    |

## Зовнішні посилання
- Досьє на sport.references.com [Архівовано 17 серпня 2011 у Wayback Machine.]